# Газалкентская ГЭС
Газалкентская ГЭС (ГЭС-28) — гидроэлектростанция в Узбекистане, у г. Газалкент Бостанлыкского тумана (района) Ташкентского вилоята. Расположена на реке Чирчик, входит в Чирчик-Бозсуйский каскад ГЭС (являясь его третьей ступенью), группа Чирчикских ГЭС. Собственник станции — АО «Узбекгидроэнерго».

## Конструкция станции
Газалкентская ГЭС является плотинной русловой гидроэлектростанцией (здание ГЭС входит в состав напорного фронта). Установленная мощность электростанции — 120 МВт, среднегодовая выработка электроэнергии — 418 млн кВт·ч. Сооружения станции включают в себя две грунтовые плотины максимальной высотой 35 м (правобережную длиной 485 м и левобережную длиной 177 м), совмещённое с водосбросами здание ГЭС, открытое распределительное устройство (ОРУ) напряжением 110 кВ.
В здании ГЭС установлены три вертикальных гидроагрегата мощностью по 40 МВт. Гидроагрегаты оборудованы поворотно-лопастными турбинами ПЛ-587-а/500 с диаметром рабочего колеса 5 м, пропускной способностью 157 м³/с, работающими на расчётном напоре 25 м. Гидротурбины приводят в действие гидрогенераторы СВ 808/130-44-УХЛ4. Производитель гидротурбин — российской предприятие «Тяжмаш» (г. Сызрань), генераторов — также российский завод «Элсиб» (г. Новосибирск).

## История
Строительство станции было начато в 1976 году, первый гидроагрегат пущен в 1980 году, остальные два в 1981 году. По состоянию на начало 2020 года, за время эксплуатации Газалкентская ГЭС выработала более 16 млрд кВт·ч электроэнергии. Запланирована модернизация станции с увеличением ее мощности до 124 МВт. Общая стоимость проекта оценивается в $35 млн, работы планируется провести в 2027—2030 годах